# Marisa Gata Mansa
Marisa Vértulo Brandão, mais conhecida como Marisa Gata Mansa (Rio de Janeiro, 27 de abril de 1933 — Rio de Janeiro 10 de janeiro de 2003), foi uma cantora e compositora brasileira.

## Biografia

### Origem
Filha de Carlos Alberto Marques Brandão e Maria Rosa Vertullo, nasceu numa família entusiasta da boa música e de classe média da zona sul carioca, cujo ambiente a incentivou a cantar.
Seu apelido gata mansa, que foi incorporado ao seu nome artístico, foi recebido pelo jornalista Djalma Sampaio, em 1953, por causa de seu jeito calmo de falar e suave de cantar.

### Vida pessoal
Namorou diversos cantores e atores da época, mas seu primeiro e único marido foi seu noivo, com quem já estava havia alguns anos, o compositor e pianista César Camargo Mariano, que compôs em sua homenagem a música Marisa, que foi tema da cerimônia de casamento de ambos, na Igreja da Sé. Juntos, tiveram um filho, único de Marisa, chamado Marcelo Brandão Camargo Mariano, nascido de parto normal, em São Paulo, em 12 de setembro de 1967. No início da década de 1970, o casal divorciou-se, por causa de desentendimentos constantes. Após a separação, teve outros relacionamentos, mas não quis casar-se outra vez.

### Carreira
Marisa gravou o primeiro compacto, de 78 rotações, Você Esteve com Meu Bem, de João Gilberto e Russo do Pandeiro, pela RCA Victor, quando tinha 15 anos de idade, em 1953.
Em 1956, conheceu Dolores Duran, conquistando, através da amizade com a cantora, espaço no mundo da bossa nova. No mesmo período, conheceu o compositor pernambucano Antônio Maria e passou a interpretar músicas dele.
Uma trajetória marcada por um viés jazzístico, foi crooner do Golden Room, do Copacabana Palace e, substituindo Dolores Duran, na boate Bacará.
No final dos anos 1950 Marisa estreou na TV Tupi, apresentando, ao lado de Moacyr Silva, o programa "Convite à Música", e nos anos 1960 fez teatro em São Paulo.
Em 1961, Marisa Gata Mansa dividiu um espetáculo com Taiguara e Caetano Veloso, no João Sebastião Bar.
Marisa possuía a típica voz de bares noturnos, suave e melodiosa, mas dramática e potente, fazia muitos shows no Beco das garrafas, ao lado de outros nomes da bossa nova. Sempre fez muito sucesso, interpretando canções e compondo algumas letras, ganhando troféus e fazendo muitos shows no Brasil e no exterior.
Em 1972, gravou seu maior sucesso, a música "A Viagem", de Paulo César Pinheiro e João de Aquino.
Seu último trabalho, de 1997, foi o CD "Encontro com Antônio Maria".

### Falecimento
Passou seus últimos anos vivendo sozinha em seu apartamento recebendo visita apenas do filho e de alguns amigos.
Faleceu no Rio de Janeiro, em 10 de Janeiro de 2003, em decorrência de uma insuficiência respiratória causada por uma isquemia cardíaca.